# Список міністрів юстиції Чехії
Список міністрів юстиції Чеської Республіки — хронологічний огляд членів уряду Чеської Республіки, які працюють у Міністерстві юстиції Чехії.

## За Чехословацької Федерації
| #  | Міністр            | Міністр                         | Партія          | Партія | Термін повноважень | Термін повноважень | Уряд                            |
| -- | ------------------ | ------------------------------- | --------------- | ------ | ------------------ | ------------------ | ------------------------------- |
| 1. | Вацлав Грабал      |                                 |                 | ČSS    | 8 січня 1969       | 29 вересня 1969    | Rázl                            |
| 2. | Ян Немец Jan Němec | Немає доступного портрета       |                 | KSČ    | 29 вересня 1969    | 18 червня 1981     | Rázl                            |
| 2. | Ян Немец Jan Němec | Немає доступного портрета       | Кемпни і Корчак | KSČ    | 29 вересня 1969    | 18 червня 1981     |                                 |
| 2. | Ян Немец Jan Němec | Немає доступного портрета       | Korčák II.      | KSČ    | 29 вересня 1969    | 18 червня 1981     |                                 |
| 2. | Ян Немец Jan Němec | Немає доступного портрета       | Korčák III.     | KSČ    | 29 вересня 1969    | 18 червня 1981     |                                 |
| 3. | Антонін Кашпар     |                                 |                 | KSČ    | 18 червня 1981     | 5 грудня 1989      | Korčák IV.                      |
| 3. | Антонін Кашпар     | Korčák, Adamec, Pitra a Pithart |                 | KSČ    | 18 червня 1981     | 5 грудня 1989      |                                 |
| 4. | Дагмар Burešová    |                                 |                 | OF     | 5 грудня 1989      | 29 червня 1990     | Korčák, Adamec, Пітра a Pithart |
| 5. | Леон Ріхтер        |                                 |                 | OF     | 29 червня 1990     | 8 січня 1992       | Pithart                         |
| 6. | Іржі Новак         |                                 |                 | ОРВ    | 24 січня 1992      | 31 грудня 1992     | Pithart                         |
| 6. | Іржі Новак         | Клаус І.                        |                 | ОРВ    | 24 січня 1992      | 31 грудня 1992     |                                 |

## За незалежної республіки
| #   | Міністр                                           | Міністр       | Партія | Партія            | Термін повноважень | Термін повноважень | Уряд         |
| --- | ------------------------------------------------- | ------------- | ------ | ----------------- | ------------------ | ------------------ | ------------ |
| 1.  | Jiří Novák                                        |               |        | ODS               | 1 січня 1993       | 4 липня 1996       | Klaus I.     |
| 2.  | Ян Калвода Jan Kalvoda                            |               |        | ODA               | 4 липня 1996       | 7 січня 1997       | Klaus II.    |
| 3.  | Власта Парканова Vlasta Parkanová                 |               |        | ODA               | 7 січня 1997       | 22 липня 1998      | Klaus II.    |
| 3.  | Власта Парканова Vlasta Parkanová                 | Tošovský      |        | ODA               | 7 січня 1997       | 22 липня 1998      |              |
| 4.  | Otakar Motejl                                     |               |        | nestr. za ČSSD    | 22 липня 1998      | 16 жовтня 2000     | Zeman        |
| 5.  | Pavel Rychetský                                   |               |        | ČSSD              | 17 жовтня 2000     | 2 лютого 2001      | Zeman        |
| 6.  | Jaroslav Bureš                                    |               |        | безпарт. від ČSSD | 2 лютого 2001      | 15 липня 2002      | Zeman        |
| 7.  | Pavel Rychetský                                   |               |        | ČSSD              | 15 липня 2002      | 5 серпня 2003      | Špidla       |
| —   | Владімір Шпідла Vladimír Špidla (pověřen řízením) |               |        | ČSSD              | 6 серпня 2003      | 16 вересня 2003    | Špidla       |
| 8.  | Karel Čermák                                      |               |        | безпарт. від ČSSD | 16 вересня 2003    | 15 червня 2004     | Špidla       |
| —   | Владімір Шпідла Vladimír Špidla (pověřen řízením) |               |        | ČSSD              | 15 червня 2004     | 4. srpna 2004      | Špidla       |
| 9.  | Pavel Němec                                       |               |        | US-DEU            | 4. srpna 2004      | 4 вересня 2006     | Gross        |
| 9.  | Pavel Němec                                       | Paroubek      |        | US-DEU            | 4. srpna 2004      | 4 вересня 2006     |              |
| 10. | Jiří Pospíšil                                     |               |        | ODS               | 4 вересня 2006     | 8 травня 2009      | Topolánek I. |
| 10. | Jiří Pospíšil                                     | Topolánek II. |        | ODS               | 4 вересня 2006     | 8 травня 2009      |              |
| 11. | Daniela Kovářová                                  |               |        | безпарт.          | 8 травня 2009      | 13 липня 2010      | Fischer      |
| 12. | Jiří Pospíšil                                     |               |        | ODS               | 13 липня 2010      | 27 червня 2012     | Nečas        |
| 13. | Павел Блажек                                      |               |        | ODS               | 3 липня 2012       | 10 липня 2013      | Nečas        |
| 14. | Marie Benešová                                    |               |        | безпарт.          | 10 липня 2013      | 29 січня 2014      | Rusnok       |
| 15. | Helena Válková                                    |               |        | ANO               | 29 січня 2014      | 1 березня 2015     | Sobotka      |
| 16. | Роберт Пелікан Robert Pelikán                     |               |        | ANO               | 12 березня 2015    | 27 червня 2018     | Sobotka      |
| 16. | Роберт Пелікан Robert Pelikán                     | Babiš I.      |        | ANO               | 12 березня 2015    | 27 червня 2018     |              |
| 17. | Татьяна Мала Taťána Malá                          |               |        | ANO               | 27 червня 2018     | 10 липня 2018      | Babiš II.    |
| 18. | Ян Кнежінек Jan Kněžínek                          |               |        | безпарт. від ANO  | 10 липня 2018      | 30 квітня 2019     | Babiš II.    |
| 19. | Marie Benešová                                    |               |        | безпарт. від ANO  | 30 квітня 2019     | 17 грудня 2021     | Babiš II.    |
| 20. | Павел Блажек                                      |               |        | ODS               | 17 грудня 2021     | чинний             | Fiala        |

## Хронологія
|  |  |